# I Regió Militar
La I Regió Militar, també coneguda com a Capitania General de Madrid, correspon a una subdivisió històrica del territori espanyol des del punt de vista militar quant a l'assignació de recursos humans i materials amb vista a la defensa. Militarment, va ser una de les més importants atès que agrupava la capital estatal i algunes de les forces i unitats més importants de l'Exèrcit de Terra, com la Divisió Cuirassada Brunete.

## Jurisdicció territorial
Originalment comprenia les províncies de Madrid, Toledo, Ciudad Real, Segòvia, Àvila, Càceres i de Badajoz. No obstant això, el Decret de l'11 de febrer de 1960 va separar el territori de la província de Badajoz i aquesta va quedar sota nova jurisdicció de la II Regió (Sevilla). D'altra banda, la seu de la Capitania General es trobava en Madrid, que fet i fet era la capital del país. La seva importància es devia al fet que a Madrid es trobaven les prefectures militars dels Exèrcits de Terra i Aire com de l'Armada, però també els seus respectius departaments ministerials (Ministeris de l'Exèrcit, de l'Aire i Marina, posteriorment unificats en el Ministeri de Defensa).
La Regió Militar respon ja a un model de defensa territorial històric, ja que des de 2002 les Forces Armades espanyoles s'organitzen en unitats tàctiques en funció de les comeses i missions assignades.

## Història

### Primers temps
La divisió d'Espanya en Capitanies Generals data de 1705, quan es van ajustar als antics regnes que constituïen la Monarquia Hispànica. Es tractaven de tretze regions: Andalusia, Aragó, Burgos, Canàries, Castella la Vella, Catalunya, Extremadura, Galícia, Costa de Granada, Guipúscoa, Mallorca, Navarra i València. En 1714 es crea la Capitania General de Castella la Nova a partir de la Comissaria General de la Gent de Guerra de Madrid.
En 1898 es va tornar a dividir el territori peninsular en set noves Regions Militars, alhora que es van constituir les Comandàncies Generals de Balears, Canàries, Ceuta i Melilla. Rep el nom de Capitania General del Primer Cos d'Exèrcit de Castella la Nova i Extremadura, conservant-se fins a 1900 en què passa a denominar-se Capitania General de Cos d'Exèrcit de Castella la Nova.
Després de la proclamació de la Segona República en 1931, un decret governamental va dissoldre les regions militars i les va substituir per les Divisions Orgàniques.

### Dictadura franquista
Al juliol de 1939, després de finalitzar la Guerra Civil Espanyola queden restablides les regions militars. A la I Regió s'assigna el I Cos d'Exèrcit amb tres divisions: L'11a (Madrid), 12a (Badajoz) i la 13a. (Madrid, aquesta última (motoritzada). El nombre de Regiments era llavors de 25: 11 d'Infanteria, 6 de Cavalleria, 4 d'Artilleria de Campanya, 1 Antiaeri, 1 de Reserva General i 2 d'Enginyers (Automòbils i Transmissions). El fort nucli d'Infanteria exercia el paper de reserva utilitzable on calgués. En 1943 va quedar sota jurisdicció de la Regió la recentment creada Divisió Cuirassada Brunete núm. 1, que anava a convertir-se en una de les més importants unitats de l'Exèrcit de Terra. La Brunete es va formar amb la reorganització de diversos regiments de la Capitania General i, també, sobre la base de l'antiga 13a Divisió, unitat que durant la Guerra Civil Espanyola havia tingut un paper destacat.

### El "23-F"
Durant el Cop d'estat de 1981, l'anomenat 23-F, alguns dels fets més importants en aquest trama s'anaven a desenvolupar a Madrid i en la seva Capitania General. Algunes unitats com la Divisió Cuirassada Brunete tenien assignat un paper crucial en l'execució del planejat cop d'estat, mentre que els colpistes havien fixat l'ocupació de la Carrera de San Jerónimo, el Parc del Retiro, el canal d'Isabel II, el Campo del Moro (adjacent al Palau d'Oriente), les estacions de Ferrocarril (Atocha i Chamartín) i els principals mitjans de comunicació, especialment Televisió Espanyola i Ràdio Nacional d'Espanya. Només alguna unitat dispersa de la Brunete va sortir dels seus aquarteraments però la immensa majoria va romandre en els seus llocs davant les ordres del General Juste (comandant de la Brunete).
El Capità General de Madrid, el Tinent General Guillermo Quintana Lacaci, no es va unir als colpistes i va donar ordres a tots els seus subordinats que cap unitat es mobilitzés, amb el que va contribuir decisivament al fracàs del Cop d'estat. Després d'això, el comandant Ricardo Pardo Zancada es va presentar amb una petita força de la Policia militar per intentar recolzar al Tinent coronel Antonio Tejero en la seva ocupació del Congrés dels Diputats, però va haver de rendir-se davant l'evidència del fracàs definitiu de l'intent colpista.

### Període democràtic
Durant la dècada dels 80 els atemptats del grup terrorista ETA contra militars de la I Regió Militar van ser una constant: El 4 de novembre de 1982 el Comandant de la Divisió Cuirassada Brunete, General de Divisió Víctor Lago Román, havia estat assassinat al costat del seu conductor quan circulaven pels carrers de Madrid en el vehicle oficial del general. A aquesta mort va seguir el 29 de gener de 1984 la de l'ex-Capità General de la Regió, Quintana Lacaci, que va ser assassinat per un comando etarra en ple centre de Madrid. L'atemptat va causar una gran commoció, donat la graduació i el paper que havia tingut Lacaci en el passat.
Després de l'arribada al poder de Felipe González, va tenir lloc una profunda reestructuració de les Forces Armades d'Espanya i, transcorreguts els anys, la Regió Militar va desaparèixer amb caràcter general amb el Reial decret de 6 de setembre de 2002 en el marc d'una nova reorganització de les forces de l'Exèrcit de Terra.